# Fama (1.ª temporada)
A primeira temporada do Fama foi exibida entre 27 de abril e 6 de julho de 2002 pela Rede Globo em onze programas, sendo o primeiro talent show da televisão brasileira. Foi apresentado por Angélica e Toni Garrido e dirigido por Rogério Gomes e Bernardo Vilhena, tendo como jurados Guto Graça Mello, Helio Costa Manso, Ivo Meirelles, Liliane Secco, Maria Carmem Barbosa e Monika Venerabile.
Vanessa Jackson foi coroada como vencedora da temporada com 40% dos votos; Nalanda ficou em segundo lugar com 25%; Adelmo Casé e João Batista ficaram em terceiro lugar com 19% e 16%, respectivamente.

## Produção

### Inscrição e audições
As inscrições para o programa foram abertas em março, no qual os participantes deviam enviar um álbum ou fita cassete cantando sem edições ou cortes, além de fotos e uma ficha de inscrição. Dentre os 5 mil inscritos, 720 foram convocados para audições presenciais, divididas em três fases, sendo que os 12 escolhidos foram anunciados em 21 de abril ao vivo no Fantástico. Os escolhidos foram confinados na Academia Fama, uma casa que contava com diversas câmeras – exceto nos dormitórios e banheiros, diferente dos reality shows – e trazia ainda estúdios de gravação, academia e salas para aulas de voz, teatro e expressão corporal. De segunda à sexta-feira um compacto de 5 minutos era exibido antes do seriado Malhação mostrando o que tinha ocorrido na semana anterior fragmentado em cinco partes.

### Academia Fama
Na casa os participantes tinham que se dedicar 8h por dia nas aulas aulas obrigatórias com as professoras de expressão corporal Ana Kfouri e Rossela Terranova, o professor de canto Felipe Abreu, a professora de interpretação Monique Aragão, o professor de dança Renato Vieira, além de sessões diárias com a fonoaudióloga Ângela de Castro, preparação física física com o personal trainer Guilherme Linhares, aulas de cultura musical com o jornalista Leonel Kaz e sessões com a psicológica Analice Gigliotti. A bancada de jurados era formada pelo produtor musical Guto Graça Mello, o diretor da Som Livre Helio Costa Manso, o músico Ivo Meirelles, a escritora Maria Carmem Barbosa e a radialista da Rádio Globo Monika Venerabile, sob orientação da diretora da Academia Fama Liliane Secco.

## Participantes
| Participante                                     | Idade   | Situação                            |
| ------------------------------------------------ | ------- | ----------------------------------- |
| Vanessa Jackson                                  | 20 anos | Vencedora em 6 de julho de 2002     |
| Nalanda                                          | 19 anos | 2º lugar em 6 de julho de 2002      |
| Adelmo Casé                                      | 27 anos | 3º lugar em 6 de julho de 2002      |
| João Batista                                     | 18 anos | 4º lugar em 6 de julho de 2002      |
| Lívia Leite                                      | 18 anos | 9ª eliminada em 29 de junho de 2002 |
| Fael Mondego                                     | 22 anos | 8º eliminado em 29 de junho de 2002 |
| Tonny Francis (2ª vez)                           | 20 anos | 7º eliminado em 29 de junho de 2002 |
| Repescagem: Tonny Francis em 22 de junho de 2002 |         |                                     |
| Tonny Francis                                    | 20 anos | 6º eliminado em 15 de junho de 2002 |
| Andrea Marquee                                   | 30 anos | 5ª eliminada em 8 de junho de 2002  |
| Juliano Cortuah                                  | 30 anos | 4º eliminado em 1 de junho de 2002  |
| Anna Lu                                          | 19 anos | 3ª eliminada em 25 de maio de 2002  |
| Rodriggo Costa                                   | 19 anos | 2º eliminado em 18 de maio de 2002  |
| Kildere                                          | 26 anos | 1º eliminado em 11 de maio de 2002  |

## Apresentações ao vivo
Na primeira semana o programa mostrou o processo de escolha dos doze selecionados, sendo que apenas na segunda iniciou-se as apresentações competitivas.

### Semana 1 (4 de maio de 2002)
| Participante(s) | Música                                                      | Resultado            |
| --------------- | ----------------------------------------------------------- | -------------------- |
| Adelmo Casé     | "Fora da Lei" (Ed Motta)                                    | Não houve eliminação |
| Lívia Leite     | "Como Vai Você" (Roberto Carlos)                            | Não houve eliminação |
| Rodriggo Costa  | "Como Vai Você" (Roberto Carlos)                            | Não houve eliminação |
| Vanessa Jackson | "Lady Marmalade" (Christina Aguilera, Pink, Mýa e Lil' Kim) | Não houve eliminação |
| Nalanda         | "Lady Marmalade" (Christina Aguilera, Pink, Mýa e Lil' Kim) | Não houve eliminação |
| Anna Lu         | "Lady Marmalade" (Christina Aguilera, Pink, Mýa e Lil' Kim) | Não houve eliminação |
| Fael Mondego    | "Corazón Partío" (Alejandro Sanz)                           | Não houve eliminação |
| Tonny Francis   | "Corazón Partío" (Alejandro Sanz)                           | Não houve eliminação |
| Juliano Cortuah | "O Nosso Amor a Gente Inventa" (Cazuza)                     | Não houve eliminação |
| Andréa Marquee  | "O Amanhã" (Detonautas Roque Clube)                         | Não houve eliminação |
| Kildere         | "O Amanhã" (Detonautas Roque Clube)                         | Não houve eliminação |
| João Batista    | "Coleção" (Cassiano)                                        | Não houve eliminação |

### Semana 2 (11 de maio de 2002)
| Participante(s) | Música                                     | Resultado     |
| --------------- | ------------------------------------------ | ------------- |
| Rodriggo        | "Oceano" (Djavan)                          | Zona de risco |
| Kildere         | "Universo do Teu Corpo" (Taiguara)         | Eliminado     |
| Anna Lu         | "Chega Mais" (Rita Lee)                    |               |
| Andréa Marquee  | "Chega Mais" (Rita Lee)                    |               |
| Vanessa Jackson | "É o Amor" (Zezé Di Camargo & Luciano)     |               |
| Adelmo Casé     | "É o Amor" (Zezé Di Camargo & Luciano)     |               |
| Nalanda         | "Verdade" (Zeca Pagodinho)                 |               |
| João Batista    | "Verdade" (Zeca Pagodinho)                 |               |
| Fael Mondego    | "As Long as You Love Me" (Backstreet Boys) |               |
| Juliano Cortuah | "As Long as You Love Me" (Backstreet Boys) |               |
| Livia Leite     | "As Long as You Love Me" (Backstreet Boys) |               |
| Tonny Francis   | "Palpite" (Vanessa Rangel)                 |               |

### Semana 3 (18 de maio de 2002)
| Participante(s) | Música                                     | Resultado     |
| --------------- | ------------------------------------------ | ------------- |
| Livia Leite     | "Maresia" (Adriana Calcanhoto)             | Zona de risco |
| Adelmo Casé     | "Livin' la Vida Loca" (Ricky Martin)       |               |
| Andréa Marquee  | "Livin' la Vida Loca" (Ricky Martin)       |               |
| Fael Mondego    | "Assim Caminha a Humanidade" (Lulu Santos) |               |
| Anna Lu         | "Epitáfio" (Titãs)                         |               |
| Juliano Cortuah | "Epitáfio" (Titãs)                         |               |
| Rodriggo Costa  | "Fim de Tarde" (Cláudia Telles)            | Eliminado     |
| Nalanda         | "Qui Nem Jiló" (Luiz Gonzaga)              |               |
| João Batista    | "Qui Nem Jiló" (Luiz Gonzaga)              |               |
| Tonny Francis   | "Qui Nem Jiló" (Luiz Gonzaga)              |               |
| Vanessa Jackson | "Gostava Tanto de Você" (Tim Maia)         |               |

### Semana 4 (25 de maio de 2002)
| Participante(s) | Música                                                    | Resultado     |
| --------------- | --------------------------------------------------------- | ------------- |
| Anna Lu         | "Enrosca" (Sandy & Junior)                                | Eliminada     |
| Livia Leite     | "Acima do Sol" (Skank)                                    | Zona de risco |
| Adelmo Casé     | "Luz do Sol" (Caetano Veloso)                             |               |
| João Batista    | "Luz do Sol" (Caetano Veloso)                             |               |
| Nalanda         | "Wave" (Tom Jobim)                                        |               |
| Andréa Marquee  | "Puro Êxtase" (Barão Vermelho)                            |               |
| Vanessa Jackson | "Puro Êxtase" (Barão Vermelho)                            |               |
| Tonny Francis   | "Romaria" (Renato Teixeira)                               |               |
| Fael Mondego    | "Que Pena (Ela Já Não Gosta Mais de Mim)" (Jorge Ben Jor) |               |
| Juliano Cortuah | "Que Pena (Ela Já Não Gosta Mais de Mim)" (Jorge Ben Jor) |               |

### Semana 5 (1 de junho de 2002)
| Participante(s) | Música                             | Resultado     |
| --------------- | ---------------------------------- | ------------- |
| João Batista    | "Força Estranha" (Caetano Veloso)  |               |
| Nalanda         | "Sábado á Noite" (Cidade Negra)    |               |
| Tonny Francis   | "Sábado á Noite" (Cidade Negra)    |               |
| Adelmo Casé     | "Final Feliz" (Jorge Vercillo)     |               |
| Livia Leite     | "Malandragem" (Cassia Eller)       | Zona de risco |
| Andréa Marquee  | "Folhas Secas" (Beth Carvalho)     |               |
| Juliano Cortuah | "Garota Nacional" (Skank)          | Eliminado     |
| Fael Mondego    | "Assim que se Faz" (Luciana Mello) |               |
| Vanessa Jackson | "Assim que se Faz" (Luciana Mello) |               |

### Semana 6 (8 de junho de 2002)
| Participante(s) | Música                                   | Resultado     |
| --------------- | ---------------------------------------- | ------------- |
| Nalanda         | "Santo Santo" (Só Pra Contrariar)        |               |
| Tonny Francis   | "Um Sonhador" (Leandro & Leonardo)       |               |
| João Batista    | "Mal Acostumado" (Ara Ketu)              |               |
| Fael Mondego    | "Garganta" (Ana Carolina)                | Zona de risco |
| Vanessa Jackson | "We've Got Tonight" (Bob Seger)          |               |
| Adelmo Casé     | "We've Got Tonight" (Bob Seger)          |               |
| Livia Leite     | "Bem Que Se Quis" (Cassia Eller)         |               |
| Andréa Marquee  | "Você Não Entende Nada" (Caetano Veloso) | Eliminada     |

### Semana 7 (15 de junho de 2002)
| Participante(s) | Música                                 | Resultado     |
| --------------- | -------------------------------------- | ------------- |
| Fael Mondego    | "Codinome Beija-Flor" (Cazuza)         |               |
| Vanessa Jackson | "Vapor Barato" (Gal Costa)             |               |
| Tonny Francis   | "Festa de Rodeio" (Leandro & Leonardo) | Eliminado     |
| João Batista    | "Volta pra Mim" (Roupa Nova)           |               |
| Livia Leite     | "Papel Machê" (Cassia Eller)           | Zona de risco |
| Adelmo Casé     | "Olhos Coloridos" (Sandra de Sá)       |               |
| Nalanda         | "Nada por Mim" (Kid Abelha)            |               |

### Semana 8 (22 de junho de 2002)
| Participante(s)                  | Música                                   | Resultado                        |
| Primeira rodada – Semifinalistas | Primeira rodada – Semifinalistas         | Primeira rodada – Semifinalistas |
| -------------------------------- | ---------------------------------------- | -------------------------------- |
| João Batista                     | "Eu Só Quero um Xodó" (Elba Ramalho)     | Apresentação não-competitiva     |
| Nalanda                          | "Nada Mais" (Gal Costa)                  | Apresentação não-competitiva     |
| Vanessa Jackson                  | "Respect" (Aretha Franklin)              | Apresentação não-competitiva     |
| Adelmo Casé                      | "Sá Marina" (Wilson Simonal)             | Apresentação não-competitiva     |
| Fael Mondego                     | "Seduzir" (Djavan)                       | Apresentação não-competitiva     |
| Livia Leite                      | "Águas de Março" (Tom Jobim)             | Apresentação não-competitiva     |
| Segunda rodada – Repescagem      |                                          |                                  |
| Anna Lu                          | "Amor, Meu Grande Amor" (Barão Vermelho) |                                  |
| Kildere                          | "Porto Solidão" (Jessé)                  |                                  |
| Tonny Francis                    | "Toque de Mágica" (Pedro & Thiago)       | Salvo na repescagem              |
| Andréa Marquee                   | "A Lua Q Eu T Dei" (Ivete Sangalo)       |                                  |
| Rodriggo Costa                   | "Pra Dizer Adeus" (Titãs)                |                                  |
| Juliano Cortuah                  | "Tempos Modernos" (Lulu Santos)          |                                  |

### Semana 9 (29 de junho de 2002)
| Participante(s) | Música                                            | Resultado               |
| --------------- | ------------------------------------------------- | ----------------------- |
| João Batista    | "Azul da Cor do Mar" (Tim Maia)                   |                         |
| Adelmo Casé     | "You Are The Sunshine Of My Life" (Stevie Wonder) |                         |
| Vanessa Jackson | "A Lenda" (Sandy & Junior)                        |                         |
| Fael Mondego    | "Samba do Avião" (Tom Jobim)                      | Eliminado pelos jurados |
| Tonny Francis   | "Coração Espinhado" (Leonardo)                    | Eliminado pelos jurados |
| Nalanda         | "O Segundo Sol" (Cassia Eller)                    |                         |
| Livia Leite     | "Cheia de Charme" (Guilherme Arantes)             | Eliminada pelos jurados |

### Semana 10: Final (6 de julho de 2002)
| Participante(s) | Música                                     | Resultado                    |
| Primeira rodada | Primeira rodada                            | Primeira rodada              |
| --------------- | ------------------------------------------ | ---------------------------- |
| Adelmo Casé     | "Brasil" (Cazuza)                          | 3º lugar                     |
| Nalanda         | "El Día Que Me Quieras" (Carlos Gardel)    | 2º lugar                     |
| João Batista    | "Bastidores" (Cauby Peixoto)               | 4º lugar                     |
| Vanessa Jackson | "Como Nossos Pais" (Elis Regina)           | Vencedora                    |
| Segunda rodada  |                                            |                              |
| Adelmo Casé     | "Um Dia de Domingo" (Tim Maia e Gal Costa) | Apresentação não-competitiva |
| Vanessa Jackson | "Um Dia de Domingo" (Tim Maia e Gal Costa) | Apresentação não-competitiva |
| Nalanda         | "Esperando na Janela" (Gilberto Gil)       | Apresentação não-competitiva |
| João Batista    | "Esperando na Janela" (Gilberto Gil)       | Apresentação não-competitiva |
| Adelmo Casé     | "A Namorada" (Carlinhos Brown)             | Apresentação não-competitiva |
| Nalanda         | "A Namorada" (Carlinhos Brown)             | Apresentação não-competitiva |
| João Batista    | "Imortal" (Sandy & Junior)                 | Apresentação não-competitiva |
| Vanessa Jackson | "Imortal" (Sandy & Junior)                 | Apresentação não-competitiva |

Adelmo,João,Nalanda e Vanessa- Roda Viva( Chico Buarque)

## Outros participantes notáveis
- Mariana Rios se inscreveu na edição, porém não foi selecionada para as audições presenciais.[7] Ela se tornaria conhecida apenas em 2007 como atriz a partir do seriado Malhação, despontando em diversas outras telenovelas da Rede Globo.[8]

- Luka chegou a ficar no grupo dos 20 cantores dos quais foram extraídos os 12 escolhidos, porém acabou não passando na última fase antes das apresentações ao vivo.[9] A cantora chamou a atenção dos produtores e assinou com a gravadora Sony Music, lançando no ano seguinte o sucesso "Tô Nem Aí", que despontou nas tabelas internacionais da Alemanha, Itália, França, Austria, Holanda, entre outros.[10]

## Controvérsias

### Denúncias de Vanessa Jackson
Apesar de ter ganho a edição, Vanessa Jackson passou por diversos problemas com a Rede Globo, uma vez que foi impedida de se apresentar em outras emissoras, embora também não tivesse espaço para cantar nos próprios programas do canal: "Esta exclusividade prejudica qualquer carreira. O Silvio Santos saberia fazer o Fama muito melhor. As meninas do Rouge vão em vários canais; eu não sou convidada nem mesmo pro que me revelou". Em entrevista, a cantora alegou que o contrato de exclusividade com a Globo lhe rendia apenas R$ 200 mensais – salvo os valores ganhos com shows e vendas de álbuns – e que a emissora não havia cumprido com as obrigações de divulgação de seu trabalho, uma vez que ela gravado um apenas um videoclipe, o qual foi exibido somente no Operación Triunfo – programa espanhol que deu origem ao Fama – para exaltar o sucesso do formato pelo mundo, porém nunca chegou a ser lançado comercialmente no Brasil, atrapalhando o alcance de seu trabalho.
Vanessa também revelou que foi proibida de continuar morando no Cohab Raposo Tavares, bairro periférico da capital paulista, uma vez que a direção considerava que isso ia "queimar o filme do programa" por ela ter se tornado uma artista e as pessoas esperarem que ela vivesse de forma grandiosa, embora sua moradia em um bairro de classe alta tivesse que ser custeado pela própria, sem ajuda dos que haviam exigido. Na época a emissora confirmou as informações, alegando que eram exigências contratuais do formato.

### Lívia Leitte
Apesar de ser apontada nas pesquisas para vencer o programa devido a popularidade com o público, Lívia Leitte era enviada para a votação pelos jurados semanalmente, embora tenha retornado de todas eliminações pelo público. Na semifinal as regras do programa foram alteradas, deixando na mão dos jurados escolherem os finalistas – diferente do padrão original do formato, onde quem escolhia era o público – e Lívia foi eliminada por eles, gerando uma revolta no público, que enviou diversas mensagens reclamando da mudança infundada e sem prévio aviso.